# Артикуляційна база мовлення
Артикуляційна база мовлення — сукупність артикуляційних навичок, потрібних для правильного вимовляння звуків тієї чи іншої мови. Артикуляція (від лат. articulatio «вимовляння») — робота органів мовлення, тобто сукупність їх порухів при вимові певного звука. Артикуляційна база виробляється внаслідок тривалого тренування у вимовлянні звуків певної мови, завдяки чому нервові волокна, що йдуть від нейронів мозку (а їх в ньому понад 10 млрд.), густо пронизують саме ті м'язи органів мовлення, які беруть найактивнішу участь в артикуляції цих звуків. Таким чином, у тих, для кого українська мова є рідною, м'язи мовних органів пронизані нервовими волокнами по-іншому, ніж у тих, хто змалку говорить, наприклад, грузинською, російською чи англійською мовою. Перенесення артикуляційної бази однієї мови на вимову звуків іншої мови спричиняє так званий акцент. 

## Фази артикуляції
В артикуляції розрізняють три фази:
1. Екскурсія — підготовка органів мовлення до вимови звука, початковий рух органів мовлення(від лат. excursio — «вибігання, вилазка, приступ»);
2. Кульмінація (Витримка) — положення органів мовлення в момент вимовляння (від лат. culmen — «вершина» або «витримка»);
3. Рекурсія — повернення органів мовлення у вихідне положення (від лат. recursio — «повернення, відступ»).

## Артикуляційна база українського мовлення
Серед активних артикуляційних органів провідну роль відіграє язик. Це пояснюється не лише його високою рухливістю, здатністю змінювати положення в ротовій порожнині та швидко змінювати форму, а й тим, що без нього неможливе утворення жодного звука української мови — як язикового, так і губного чи глоткового. 
Активна участь губ — одна з помітних особливостей артикуляційної бази української мови. Вони відіграють важливу роль у вимові шиплячих (розширено округлюються), свистячих (витягуються й щільно прилягають до зубів), інших приголосних, а також у формуванні як лабіалізованих, так і нелабіалізованих голосних.
Артикуляційній базі української мови властиві:
1. Предорсальна форма язика (з різними передніми та комбінованими фокусами творення у ротовій  порожнині) – для неї характерні плоска або ввігнута спинка язика.
2. Дорсальна форма язика – для неї характерна заокруглена вигнута вгору спинка з передньою і задньою локалізацією.
Урахування форми язика і його локалізації під час артикуляції дозволяє характеризувати звуки універсально, не розмежовуючи їх на голосні та приголосні.